# 蓋布克河 (魯爾河支流)
51°20′46.61″N 8°12′17.12″E / 51.3462806°N 8.2047556°E
蓋布克河（德語：Gebke），是德國的河流，位於該國西部，流經北萊茵-威斯特法倫州，屬於魯爾河的右支流，河道全長7.4公里，流域面積7.0平方公里。